# NekoTV
NekoTV è stata un'emittente televisiva italiana frutto di una coproduzione fra la ditta casertana C.S.E. Multimedia e Television Broadcasting System, diretta da  Ciro Sapone. È stata trasmessa dal febbraio 2011 a inizio maggio 2017 sul digitale terrestre all'interno del multiplex televisivo Alpha (e fino al 2012 anche nel mux Omega, disponibile in alcune zone d'Italia) principalmente sull'LCN 45.
Il canale era dedicato alla cultura giapponese ed all'immaginario fantastico occidentale ed orientale con serie animate, serie TV e video musicali, divulgativi e tutorial. Tuttavia da giugno 2015 fino alla chiusura del canale il 1º maggio 2017, ha trasmesso quasi esclusivamente televendite, affiancate, in orario prevalentemente notturno, da loop di video e programmi in perenne replica.
Dopo la chiusura, è stata annunciata una rinascita del canale sotto forma di web TV, che però non è finora avvenuta. 
Il nome della rete rimanda a quello del gatto benaugurante giapponese, il maneki neko, presente anche nel logo del canale.

## Storia

### Esordio
NekoTV compare per la prima volta il 3 febbraio 2011 sul mux Retecapri Alpha all'LCN 120, in sostituzione del canale "Test +1". Fino all'8 dello stesso mese trasmette delle barre colorate; in seguito comincia a trasmettere promo dei previsti contenuti del palinsesto, alternati a un cartello rosso con il logo animato in 3D e l'URL del sito web www.nekotv.tv.
Il 3 marzo 2011 il canale inizia a trasmettere a 576i, anche se con un bitrate basso: in seguito si aggiungeranno il sito, la pagina Facebook ed il canale YouTube ufficiale (che verrà sostituito alcune volte nella vita del canale) ed il negozio "Neko TV Multistore" con sede a Caserta. Il palinsesto iniziale comprende quattro anime giapponesi storici, Le favole di Esopo, Julie rosa di bosco, Golion ed Il piccolo guerriero, di ciascuno dei quali si propone un episodio nuovo alla settimana, replicato tutti i giorni più volte: le serie sono separate dal "Comics Manga Show", contenente vari video provenienti dal web di sigle giapponesi e trailer di vari anime, canzoni giapponesi e coreane, interviste a disegnatori ed editori e reportage di alcune fiere del fumetto, tra cui il CAVACON Comics & Games salernitano, di cui Neko TV è media partner. Benché, secondo i promo in onda, gli anime vengano trasmessi solo in tre precisi blocchi giornalieri (6:00-8:00, 12:00-14:00 e 16:00-18:00), di fatto gli episodi alternati al "Comics Manga Show" vengono replicati continuativamente di giorno e di notte. Ciò avviene perché il palinsesto di NekoTV è stato montato come un video unico su un DVD, che viene cambiato una volta alla settimana circa per includere i nuovi episodi dei programmi: la riproduzione in continua di tale video su un lettore DVD costituisce le trasmissioni del canale.
Il 6 giugno 2011 il canale trasloca dall'LCN 120 (su cui verrà più oltre sostituito da Retecapri 2) all'LCN 45, posizionandosi fra i canali per bambini e ragazzi. Il 19 agosto 2011 sulla sua pagina Facebook ufficiale NekoTV apre un sondaggio in cui i lettori sono invitati a scegliere le loro serie televisive giapponesi ed americane preferite all'interno di una lista fornita; si annuncia che le serie più votate verranno trasmesse a partire dal lancio ufficiale della rete, inizialmente datato al 1º ottobre 2011 ed in seguito rinviato. Intanto ad inizio settembre nel palinsesto del canale si aggiunge agli anime ed ai video anche il telefilm americano Bigfoot e il ragazzo selvaggio.
Il 30 novembre 2011 inizia la programmazione ufficiale del canale: il nuovo palinsesto vede la rimozione dei precedenti anime e telefilm e si basa sui video già visti in passato, ma organizzati in categorie come Anime Openings, Anime Trailers, J-Rock, Fanfilm (dedicato a film amatoriali prodotti da fan italiani e stranieri riguardanti i loro idoli fumettistici), Comic Café, Ongaku (rassegna di videoclip musicali orientali) ecc., e su programmi di produzione americana, sottotitolati in italiano, dedicati al mondo dei fumetti, dei videogiochi e del modellismo: la struttura della trasmissione resta a loop ripetuti della durata media di 3-4 ore, aggiornati circa ogni settimana. Dallo stesso giorno la rete comincia a trasmettere anche alcuni degli OAV di Blame!, in lingua originale con sottotitoli in italiano: si trattava, però, di un fansub utilizzato illecitamente ed all'insaputa dei realizzatori, che ne hanno poi chiesto la rimozione. L'anime è così stato tolto dal palinsesto a fine 2011.

### Dal 2012 al 2014
Nel 2012 la definizione d'immagine scende a 288i ed il canale arricchisce il suo palinsesto includendo vari programmi di produzione italiana e talvolta anche autoprodotti, i quali, sebbene riducano lo spazio dedicato ai contenitori di video, non ne causeranno comunque la scomparsa.
Con un annuncio alla fiera "Reggia del fumetto" il 2 settembre 2012, il canale inizia la collaborazione con la italo-giapponese Associazione Ochacaffé, assieme alla quale produce due programmi in onda da novembre: "K.J. Show", condotto dal duo musicale K-Ble Jungle (DJ Shiru ed Eriko Kawasaki), in cui si presentano varie canzoni giapponesi commentandole e facendo conoscere i loro autori, ed "Il giapponese con Eriko", corso di lingua condotto da Eriko Kawasaki e diretto da DJ Shiru (Silvio Franceschinelli); più oltre verrà prodotto anche lo spin-off "K.J. Show on the road", in cui i K-ble Jungle (DJ Shiru e le KJ Girls) visitano e fanno conoscere diverse fiere del fumetto italiane ed europee e i quartieri di Tokyo.
NekoTV poco dopo comincia a trasmettere anche due programmi da qualche anno in onda sulle televisioni locali: la nuova stagione di 80 Nostalgia, dedicato ai programmi televisivi degli anni '80 (cartoni, telefilm, pubblicità), e "G.A.M", in cui si propongono principalmente interviste a personaggi di spicco delle edizioni italiane degli anime (doppiatori, cantanti delle sigle).
Intanto a fine 2012 il canale torna a 576i e per un breve periodo (dal 21 dicembre 2012 al 18 gennaio 2013) cambia logo, sostituendo al maneki neko storico una piccola scritta trasparente su sfondo nero, ma tale modifica non dura. Nell'estate 2013 viene trasmessa in parte anche la serie animata italiana White, realizzata amatorialmente in stile giapponese da Angela Vianello (l'utente di YouTube Gumitien); intanto il canale torna a 288i.
Da ottobre 2013 su NekoTV esordisce la serie televisiva italiana di fantascienza Columns, prodotta e diretta da Gustavo Garrafa e fino ad allora trasmessa solo sulle televisioni locali. Poi partono anche Kankoku, autoproduzione condotta da Silvia Pochetti, Chiara Giuffrida e Giulia Franzoni dedicata alla cultura popolare della Corea del Sud, in cui si parla di musica, fumetti e di blog dedicati al paese, e la webserie Strips! dedicata alla vita quotidiana in una fumetteria, già pubblicata su YouTube. Il canale annuncia anche una futura replica dell'anime Julie rosa di bosco già trasmesso in passato, ma con un'inedita sigla italiana composta da Stefano Petrini con testo di Cristina Colangelo. Il 1º aprile 2014, a causa dell'eliminazione di alcuni canali dal mux Retecapri, il canale passa a 576i.
A maggio 2014 il canale annuncia un'operazione di reboot, con l'obiettivo di creare una "NekoTV 2.0" con palinsesto e grafica rinnovata. Il 28 maggio iniziano ad andare in onda i promo di questa operazione, e viene modificato il logo del canale: al gatto viene aggiunta in verticale a destra la scritta giapponese 猫テレビ Neko Terebi, traduzione del nome dell'emittente. Tuttavia non si verificano modifiche importanti alla programmazione, a parte la divisione del contenitore musicale unico "Ongaku" in tre diverse parti per le tre singole nazioni trattate: "Ongaku China", "Ongaku Japan" ed "Ongaku Korea".
Dal 26 giugno 2014 il canale comincia a trasmettere un cartello fisso in cui si annuncia il cambio di LCN. Dopo alcuni giorni di assenza di programmi regolari, il 1º luglio 2014 il canale abbandona la LCN 45 e riprende le trasmissioni alla LCN 247, causando l'eliminazione di Capri Fashion; sul canale 45 arriva provvisoriamente il nuovo canale per bambini JuniorTv, che nei mesi successivi trasmetterà alternandosi fra il mux TIMB 2 ed il mux Retecapri.
Nell'agosto 2014 il sito di NekoTV viene oscurato e sostituito da una schermata di proteste contro la gestione del canale, per poi venire definitivamente chiuso.

### Dal 2015 al 2016
L'8 gennaio 2015 Neko TV riassume il logo storico senza scritta e il 3 febbraio 2015, in conseguenza del fallimento del progetto Junior TV (che continuerà a trasmettere senza LCN sul mux TIMB 2 fino alla fine di febbraio 2015) cominciano ad essere disponibili due versioni di NekoTV: la prima, sull'LCN 45 ed in definizione standard, ha una nuova versione del logo comprendente il nome giapponese ed il sito ufficiale "www.nekotv.tv" (che tuttavia continua ad essere inaccessibile), trasmette per qualche giorno un'alternanza di televendite (per la prima volta mandate in onda su NekoTV) e nuovi programmi della rete, per poi rimuovere nuovamente le interruzioni pubblicitarie; la seconda, sull'LCN 247 e a bassa definizione, mantiene il logo storico e trasmette continuamente il precedente loop di programmi.

Televendite in onda su NekoTV (con il sito www.nekotv.tv in sovrimpressione) datate febbraio 2015

In questo periodo NekoTV inizia una collaborazione con il sito Otaku TV Italia, che produrrà per loro puntate di programmi su vari argomenti, fra cui Superhero Time, Otaku Mania ed altri. Il 26 febbraio 2015 la LCN 247 viene chiusa, e a quella posizione torna Capri Fashion: NekoTV resta sul canale 45, prevalentemente in definizione standard. Tuttavia,  il canale comincerà a trasmettere un'alternanza di televendite nella fascia dalle 9:00 alle 23:00, riservando la nuova programmazione del canale solo di notte e alle prime ore del mattino. A partire da giugno 2015 le televendite vengono limitate all'orario dalle 9:00 alle 19:00, ma il loop del palinsesto non viene più cambiato per mesi.
Da agosto 2015 la pagina Facebook ufficiale annuncia che NekoTV ha cambiato proprietà ed ora è gestito da tale "Associazione culturale Asialab", che punta a rilanciare il canale. Nel mese di novembre 2015 viene finalmente rinnovata la sequenza di programmi in onda: le trasmissioni stavolta durano dalle 19:00 alle 9:00, mentre le rimanenti dieci ore rimangono occupate da televendite. Un banner in sovrimpressione segnala che dal 31 ottobre 2015 la programmazione del canale sarà visibile in streaming sul sito www.nekotv.tv e annuncia la nascita di una NekoTV 3.0 con una nuova programmazione; tuttavia, il sito in questione rimane chiuso ed il canale continua a proporre le stesse trasmissioni ripetute ad oltranza.
Tra il 2015 e il 2017 risultano disponibili due pagine Facebook riferibili all'emittente, chiamate "NekoTV White" e "NekoTV Black", dedicate all'immaginario fantastico di matrice, rispettivamente, statunitense e orientale. 
Dopo un'ultima leggera modifica al palinsesto nel gennaio 2016, il canale viene abbandonato a se stesso e continua a trasmettere un ciclo di repliche infinite (il cui orario di inizio serale viene posticipato col tempo prima alle 20:00 e poi alle 20:30 da inizio 2017) alternate a televendite durante la mattina ed il pomeriggio, fino alla sua chiusura. Intanto la definizione del canale scende a 288i dal 20 maggio 2016.

### Chiusura
Il 26 novembre 2016 viene diffusa la notizia che Sony Pictures Television è in trattativa con l'editore Television Broadcasting System per l'acquisto della LCN 45 di NekoTV e alla LCN 55 di Capri Gourmet; l'accordo risulta essersi concluso il 28 febbraio 2017. Di conseguenza, il 27 aprile 2017, il nuovo canale Sony Pop viene aggiunto sul mux TIMB 3 ed inizia a trasmettere dei promo sul palinsesto alternati ad un countdown, occupando la stessa LCN di NekoTV, che il 1º maggio successivo termina ufficialmente le trasmissioni.

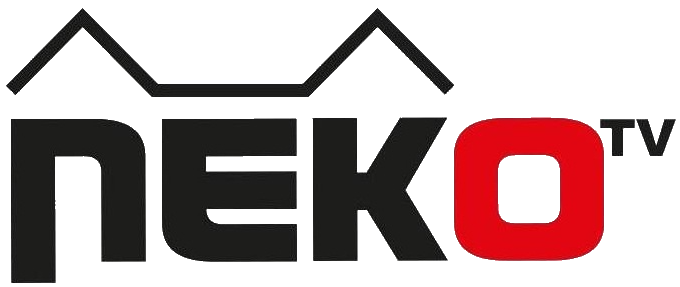
Logo in uso dal 19 febbraio 2018 dalla pagina Facebook.

Nel febbraio 2018 la vecchia pagina Facebook ufficiale del canale è stata rinominata "NekoTV Digital" e da allora pubblica a grande frequenza meme e notizie sulle prossime novità in ambito di cinecomics e anime. La pagina sostiene che il progetto del canale NekoTV sia tuttora attivo e pubblicizza inizialmente il sito www.nekotv.digital, di fatto mai attivato.

### Tentativi di rinascita come web TV
Nel febbraio 2021 viene riattivato il sito internet www.nekotv.tv (che rimane tuttavia spoglio di contenuti) e nasce una pagina Facebook gemellata, MaoTV. Su quest’ultima il 16 dicembre 2021 viene annunciato il ritorno del canale in formato web TV con un'app a partire dal febbraio 2022, che verrà poi rimandato a novembre dello stesso anno e in seguito in data indefinita.
Dal 31 gennaio 2022 un format di 30 minuti intitolato "MaoTV Magazine", dedicato alle novità nel campo dell'intrattenimento proveniente dalla Cina, Giappone e Corea del Sud, viene trasmesso tutti i giorni alle ore 17:30 (18:00 dal 21 febbraio) su Telecapri. La pagina Facebook ufficiale viene inoltre rinominata in "NekoTV Community", mentre il 21 marzo viene aperto un negozio "MaoTV Shop" a Santa Maria Capua Vetere.
Nel 2023 il sito www.nekotv.tv diventa privo di utilità, rimanendo attivo con un semplice logo applicato sopra e senza alcun contenuto significativo, utilizzando un servizio di creazione di siti web gratuiti. Questo segna l’ulteriore declino del marchio, che nonostante vari tentativi di rilancio, non riesce a tornare a una programmazione stabile.
Il 3 giugno 2024 l'emittente Telecapri ha cominciato a trasmettere i cartoni animati di Uffi con il logo di "NekoTV Community". È stato annunciato che NekoTV ritornerà in streaming a partire dal 2026.

## Palinsesto
- White
- ButterflyZ

### Serie TV
- Bigfoot e il ragazzo selvaggio (Bigfoot and Wildboy)

#### Serie TV amatoriali
- Columns
- Kankoku
- Strips!

### Contenitori
- Comics Manga Show
- Anime Trailers
- Anime Openings
- Fan Film Short
- Game Trailers
- J-Commerce
- J-Rock
- Ongaku Japan
- Ongaku China
- Ongaku Korea
- Vocaloid Station
- Comics Café
- Nerdyness
- Cinefantastique

### Programmi vari
- Jack Ryoga Channel: modellismo, fumetti, recensioni e informazioni sul mondo Nerd
- KIT - Modellismo In Tv
- Marvel's The Watcher
- G4's Fresh Ink
- KJ Show K-ble Jungle Show (con DJ Shiru e le KJ Girls)
- KJ on the Road, spin off del KJ Show (con DJ Shiru e le KJ Girls)
- Kessel Run
- Giapponese con Eriko
- Salotto FeelThe90
- Kankoku
- GAM - Giappone animato magazine
- Otaku Mania
- Superhero Time
- 80 Nostalgia

## Loghi

8 febbraio 2011 - 21 dicembre 2012, 18 gennaio 2013 - 1º maggio 2017
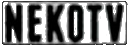
21 dicembre 2012 - 18 gennaio 2013